# Braddock (Pennsylvania)
Braddock is een plaats (borough) in de Amerikaanse staat Pennsylvania, en valt bestuurlijk gezien onder Allegheny County.

## Demografie
Bij de volkstelling in 2000 werd het aantal inwoners vastgesteld op 2912. In 2006 is het aantal inwoners door het United States Census Bureau geschat op 2706, een daling van 206 (-7,1%).

## Geografie
Volgens het United States Census Bureau beslaat de plaats een oppervlakte van 1,7 km², waarvan 1,5 km² land en 0,2 km² water. Braddock ligt op ongeveer 297 m boven zeeniveau.

### Plaatsen in de nabije omgeving
De onderstaande figuur toont nabijgelegen plaatsen in een straal van 4 km rond Braddock.

## Economie
Staalproducent U.S. Steel heeft een fabriek in Braddock waar ruwe staalplaten worden gemaakt. Die worden in het nabijgelegen West Mifflin tot plaatstaal gewalst.

## Bekende inwoners
- John Fetterman, burgemeester van Braddock (2006–2019) en senator (2023–heden)